# Albert Band
Albert Band (* 7. Mai 1924 in Paris; † 14. Juni 2002 in Los Angeles) war ein US-amerikanischer Filmproduzent und Regisseur.

## Leben
Band begann im Filmgeschäft als Editor für Pathé; seit den 1940er Jahren arbeitete er in Hollywood, zunächst als Regieassistent z. B. für John Huston. Später produzierte er selbst und verlegte seinen Lebensmittelpunkt zunächst nach Schweden, dann nach Italien, wo er einer der Pioniere des in Europa produzierten US-Western war, bis Sergio Leone eine neue Art des Genres schuf. 1970 ging er in die Staaten zurück und begann im darauf folgenden Jahrzehnt, mit seinem Sohn Charles die Produktionsfirma Empire Pictures aufzubauen. Seit 1956 inszenierte er auch einige Filme selbst.
Sein zweiter Sohn ist der Komponist Richard Band.
Gelegentlich wird als Geburtsname Alfredo Antonini angegeben.

## Filmografie (Auswahl)

### Regisseur und Produzent
- 1953: Die Wasserprinzessin (Dangerous When Wet) (Produktions-Assistent)
- 1958: I Bury the Living
- 1966: Die Trampler (Gli uomini dal passo pesante)
- 1978: Zoltan, Draculas Bluthund (Dracula's dog)
- 1987: Ghoulies II (Ghoulies II)
- 1993: Dino Kids (Prehysteria!)
- 1993: Robot Jox 2 (Robot Wars)
- 1994: Dino Kids 2 (Prehysteria! 2)

### Produzent
- 1962: Äneas (La leggenda di Enea)
- 1963: Drei gegen Sacramento (Duello nel Texas)
- 1967: Die Grausamen (I crudeli)
- 1968: Mehr tot als lebendig (Un minuto per pregare, un instante per morire)
- 1977: Die tolle Geschichte der C. (Cinderella)
- 1986: Troll
- 1986: TerrorVision
- 1990: Robotjox – Krieg der Roboter (Robot Jox)
- 1991: Meister des Grauens (The Pit and the Pendulum)
- 1992: Liebling, jetzt haben wir ein Riesenbaby (Honey, I blew up the kid)
- 1992: Rexosaurus (Doctor Mordrid)
- 1992: Trancers 2010 (Trancers III)
- 1993: Randy räumt auf (Remote)
- 1994: Alien Desperados (Oblivion)
- 1995: Dragonworld
- 1995: Badlands (Oblivion 2: Backlash)

### Drehbuch
- 1950: Die rote Tapferkeitsmedaille (The Red Badge of Courage)
- 1963: Drei gegen Sacramento (Gringo)
- 1964: Keinen Cent für Ringos Kopf (Massacro al Grande Canyon) (& Ko-Regisseur)